# مسلم بتشديد اللام (اسم)
مسلم بتشديد اللام هو اسم علم مذكر من أصل عربي، ومعناه هو الخالي من أي آفة.

## وصلات خارجية
- موسوعة السلطان قابوس لأسماء العرب